# Francisco Lachowski
Francisco "Chico" Lachowski (născut pe 13, 1991) este un model brazilian.

## Viața timpurie
Lachowski s-a născut în Curitiba și a trăit în Foz do Iguaçu până la opt ani. Tatăl său, Roberto este de origine poloneză, în timp ce mama lui, Maria, este de origine portugheză și germană. El are două surori mai mari, Isabella și Marcela.

## Cariera de model
Lachowski a câștigat Ford Men's Supermodel of the World în São Paulo, în 2008, pentru care a fost premiat cu un contract Ford Models. El a defilat pentru numeroși designeri de modă, inclusiv Dior Homme, Versace, Dolce & Gabbana, DSquared2, Gucci, Roberto Cavalli, Thierry Mugler, Armani, L ' oreal și multe altele. A deschis numeroase prezentări de modă, cum ar fi Ermanno Scervinno. De asemenea a făcut campanii pentru DKNY jeans, Lacoste, Armani Exchange, Etro, Dior, DSquared2 și Mavi Jeans. A apărut pe coperțile mai multor reviste, inclusiv Vanity Teen, Homme Esențial, Carbon Copy, Made in Brazilia and Chaos. În plus, el a apărut în editorialele pentru GQ, V, Vogue și FHM. În 2015, models.com l-a inclus pe Lachowski în categoria Industry Icons și în lista Sexiest Men.

## Viața personală
După o lungă relație, la 3 decembrie 2013, Lachowski s-a căsătorit cu modelul francez-canadian, Jessiann Gravel Beland. Cu aceasta are un fiu, Milo, născut la 25 martie 2013. În mai 2016, Beland și Lachowski au anunțat prin intermediul Instagram că așteaptă un al doilea fiu, pe care au plănuit să-l numească Laslo. Laslo s-a născut la 19 noiembrie 2016.